# Alpha Centauri (álbum)
Alpha Centauri es el segundo álbum de estudio del grupo alemán de música electrónica Tangerine Dream. Publicado en 1971 por el sello discográfico Ohr en esta ocasión, a diferencia de su álbum debut Electronic Meditation totalmente experimental, el sonido está más basado en el órgano y flauta con una importante aportación de teclados y aparatos electrónicos. Se le suele considerar uno de los primeros trabajos calificables en la denominación "música cósmica".
Michael G. Breeze, en su reseña para AllMusic, lo califica como un álbum en el que "el sonido no contiene los más altos estándares, como cabría esperar, ya que se trata de una publicación de 1971 de "música espacial". El estilo de Tangerine Dream todavía no había sido refinado y revolucionado cuestión apreciable un par de lanzamientos más tarde con Phaedra y Rubycon. De todos modos para aquellos interesados en un viaje más salvaje e imprudente por la autopista de la "música espacial" Alpha Centauri debería satisfacer su necesidad".

## Producción
Tras la salida de Klaus Schulze y de Conrad Schnitzler de Tangerine Dream, sucedida tras la publicación de su álbum debut Electronic Meditation, Edgar Froese afrontó la búsqueda de nuevos músicos para la formación. Schulze recaló en Ash Ra Temple y posteriormente emprendió una vasta y extensa carrera en solitario.

"Su esposa (de Klaus Schulze) lo estaba alejando del grupo así que le dijimos que si se casaba debería abandonarlo porque no podría compatibilizarlo. Entonces, un año más tarde, Schulze se divorció y volvió nuevamente a la música. Para entonces ya teníamos un nuevo percusionista."
Edgar Froese (Neumusik, enero de 1980) 

Froese contactó con Christopher Franke y con Steve Schroyder que se incorporaron al grupo. Schroyder permaneció poco tiempo en la formación debido a problemas de adicción que causaron su salida. Franke por su parte era un joven percusionista de 17 años, procedente de la escena avant-garde jazz, que hasta entonces había formado parte del grupo Agitation Free. Permaneció en el grupo hasta finales de los años 80.

"Cuando conocí a Edgar mi grupo Agitation Free se estaba desmoronando. Él estaba también en una transición: Tangerine Dream se había desmoronado porque Klaus Schulze y Conrad Schnitzler acababan de abandonar el grupo. Edgar y yo nos entendimos muy bien desde el principio. Él y yo estábamos muy interesados en trabajar conjuntamente porque ambos queríamos alejarnos de la música escrita. Queríamos hacer canciones largas e improvisar.(...) Cuando decidí tocar música con Edgar me despedí de mi educación. A partir de este momento trabajé como músico profesional. Tenía unos diecisiete años y mis padres tuvieron que firmar mi primer contrato discográfico. Edgar es nueve años mayor que yo, lo que hizo que algunas cosas fueran interesantes."
Christopher Franke (Neumusik, enero de 1980) 

En el proceso de producción, cuya grabación se realizó en el estudio de Dieter Dierks en Colonia (Alemania) el grupo estuvo experimentando varias semanas con equipo electrónico y contó con la colaboración de dos músicos invitados: Roland Paulyck (sintetizador) y Udo Dennebourg  (flauta y voz). El álbum vendió 20.000 copias en Alemania, cantidades superiores a discos posteriores de la banda, y se publicó también en Francia, Estados Unidos y Japón.
El álbum se ha editado con posterioridad en varias ocasiones y en diferentes formatos: disco de vinilo, casete o disco compacto. En disco compacto se publicó, prácticamente sin modificaciones, por primera vez en 1987 aunque la portada de la edición publicada en Reino Unido es totalmente diferente de las demás. En 1996 fue publicada una edición remasterizada, a partir de los máster originales, por el sello Castle Communications. En 2004 el sello Arcàngelo publicó una edición en disco de vinilo incluyendo las canciones «Ultima Thule, part 1» y «Ultima Thule, part 2».

## Lista de temas
| Edición original |                                   |                                                 |          |  |
| N.º              | Título                            | Escritor(es)                                    | Duración |  |
| 1.               | «Sunrise In The Third System»     | Edgar Froese Christopher Franke Steve Schroyder | 4:21     |  |
| 2.               | «Fly And Collision Of Comas Sola» | Edgar Froese Christopher Franke Steve Schroyder | 13:23    |  |
| 3.               | «Alpha Centauri»                  | Edgar Froese Christopher Franke Steve Schroyder | 22:04    |  |
| 39:48            |                                   |                                                 |          |  |

| Reedición de 2002 |                                   |                                                 |          |  |
| N.º               | Título                            | Escritor(es)                                    | Duración |  |
| 1.                | «Sunrise In The Third System»     | Edgar Froese Christopher Franke Steve Schroyder | 4:21     |  |
| 2.                | «Fly And Collision Of Comas Sola» | Edgar Froese Christopher Franke Steve Schroyder | 13:23    |  |
| 3.                | «Alpha Centauri»                  | Edgar Froese Christopher Franke Steve Schroyder | 22:04    |  |
| 4.                | «Ultima Thule, Part One»          | Edgar Froese Christopher Franke Steve Schroyder | 3:24     |  |
| 5.                | «Ultima Thule, Part Two»          | Edgar Froese Christopher Franke Steve Schroyder | 4:09     |  |
| 47:25             |                                   |                                                 |          |  |

| Reedición de 2012 |                                   |                                                 |          |  |
| N.º               | Título                            | Escritor(es)                                    | Duración |  |
| 1.                | «Sunrise In The Third System»     | Edgar Froese Christopher Franke Steve Schroyder | 4:21     |  |
| 2.                | «Fly And Collision Of Comas Sola» | Edgar Froese Christopher Franke Steve Schroyder | 13:23    |  |
| 3.                | «Alpha Centauri»                  | Edgar Froese Christopher Franke Steve Schroyder | 22:08    |  |
| 4.                | «Oszillator Planet Concert»       | Edgar Froese Christopher Franke Steve Schroyder | 8:02     |  |
| 5.                | «Ultima Thule, Part One»          | Edgar Froese Christopher Franke Steve Schroyder | 3:22     |  |
| 6.                | «Ultima Thule, Part Two»          | Edgar Froese Christopher Franke Steve Schroyder | 4:23     |  |
| 55:39             |                                   |                                                 |          |  |

## Personal
- Edgar Froese - guitarra, órgano, bajo, efectos sonoros (cafetera), diseño gráfico, producción, composición y ejecución
- Steve Schroyder - órgano, voz, efectos sonoros (máquinas de eco), vara de metal, producción, composición y ejecución
- Christopher Franke - batería, percusión, flauta, sintetizador zither, piano y sintetizador VCS3, producción, composición y ejecución
- Udo Dennebourg - flauta y voz
- Roland Paulyck - sintetizador
- Dieter Dierks - ingeniero de grabación
- Monique Froese - diseño gráfico